# 傅勒赫
傅勒赫（1628年—1660年）、滿洲镶红旗人，愛新覺羅氏，清朝宗室。傅勒赫是清太祖努爾哈赤之孫，已革英親王阿濟格次子。母親為繼妻科爾沁博爾濟吉特氏，炳圖郡王洪果尔之女。
順治二年（1645年），傅勒赫被封為鎮國公。順治八年（1651年），因父親之罪而被廢黜宗室貶為庶人，傅勒赫一族被給予鑲紅旗的承澤親王碩塞府為奴。順治十七年（1660年）傅勒赫逝世。順治十八年（1661年）朝廷下諭傅勒赫無罪復入宗室。康熙元年（1662年），傅勒赫被追封為鎮國公。
傅勒赫有子三人，長子魯克度，次子奉恩輔國公構孳，三子奉恩輔國公綽克都。